# Tipula (Savtshenkia) goriziensis
Tipula (Savtshenkia) goriziensis is een tweevleugelige uit de familie langpootmuggen (Tipulidae). De soort komt voor in het Palearctisch gebied.